# Markus Mendler
Markus Mendler (Memmingen, 1993. január 7. –) német korosztályos válogatott labdarúgó, aki jelenleg a német Saarbrücken játékosa.

## Pályafutása

### Klubcsapatban
Az FC Memmingen csapatával U15-ös bajnok lett. 2008-ban került a Nürnberg akadémiájára, és itt is lett profi játékos. 2010. október 16-án az FC St. Pauli ellen debütált az élvonalban, amikor a 86. percben Jens Hegeler cseréjeként lépett pályára. Novemberben 2014-ig meghosszabbította a szerződését a klubbal. 2014-ben kölcsönben az SV Sandhausen csapatánál szerepelt kölcsönben, az Energie Cottbus és az 1. FC Köln ellen lépett pályára.
2015 nyarán a Stuttgarter Kickers csapatának lett a játékosa. Július 25-én az SC Fortuna Köln ellen debütált, majd a decemberi mérkőzésen megszerezte első gólját. 2016 áprilisában az 1.FSV Mainz 05 II ellen a második gólját is megszerezte. Egy szezont követően a Saarbrücken csapatába igazolt.

### Válogatottban
2010. november 16-án a német U18-as válogatottban a török U18-as válogatott ellen debütált. Két nappal később a visszavágón gólt szerzett. A válogatottban 7 mérkőzésen 5 gólt szerzett és megkapta. A Fritz Walter-medál szavazáson bronzérmest lett. 2011. május 31-én a német U19-es válogatottban a magyar U19-es válogatott ellen gólpasszal mutatkozott be. 9 mérkőzésen 3 gólt szerzett és viselhette 3 mérkőzésen a csapatkapitányi karszalagot. 2013 márciusában a svájci U20-as válogatott elleni két mérkőzésen pályára lépett.